# Pniów (województwo zachodniopomorskie)
Pniów (niem. Pinnow) – wieś w Polsce położona w województwie zachodniopomorskim, w powiecie myśliborskim, w gminie Myślibórz.
W latach 1975–1998 miejscowość położona była w województwie gorzowskim.

## Zabytki
- park dworski, pozostałość po dworze[4].